# HK Silwing/Troja
HK Silwing/Troja är en handbollsklubb från södra Stockholm. Föreningen hette ursprungligen IK Silwing och grundades 1949.

## Historia
1949 startade några kamrater på söder i Stockholm idrottsklubben IK Silwing. Namnet tog man från en del av den park som ligger bakom Eriksdalshallen, Silwerlings Hage. Den andra delen heter Erikslunden men det namnet var redan upptaget av Lundens BK.
IK Silwing växte med tiden till en relativt stor klubb med många avdelningar men under 60-70-talet så blev man renodlad handbollsklubb. I slutet av 70-talet flyttades verksamheten från söder i Stockholm till Högdalen då träningsförhållandena i Eriksdalshallen blev för dåliga. Man slog sig även ihop med flickföreningen BK Troja och blev tillsammans HK Silwing/Troja.
Trots riktigt stora framgångar med damlaget, med SM-final mot Stockholmspolisens IF 1984, så blev föreningen återigen en herrförening under 1990-talet då man inte hade ekonomin att bedriva ett damlag på elitnivå.
Silwing har varit Högdalen trogen och har sitt upptagningsområde i Högdalen, Stureby, Rågsved. Trots små resurser så har man utbildat många duktiga spelare och mest känd under modern tid är Nicklas Grundsten som proffs och som tidigare spelat elitseriehandboll i Hammarby IF.

## Verksamhet
I HK Silwing/Troja verksamhet finns lag i alla åldrar. Efter några år som enbart pojk-/herrförening har man på senare år utvidgat verksamheten med ett antal flicklag, och till säsongen 2015/16 hade man även två damlag i seriespel. Man har sin hemmaplan i Högdalshallen söder om Stockholm men bedriver sin verksamhet även i bland annat Bandhagshallen och Gubbängshallen. 
Sedan säsongen 2014/15 har man även ett samarbete med Huddinge HK från junioråldern och uppåt. Juniorlaget spelar under gemensamt namn, Silwing/Huddinge, och bestå av båda föreningarnas juniorer. Laget spelar i Stockholmsserien Junior Elit samt i Junior-SM som Huddinge HK. Seniorerna spelar antingen med HK Silwing/Troja eller med Huddinge HK i division 2.

## Lag säsongen 2015/16
- Herrar (Division 1 Norra och Division 2 Östra via Huddinge HK)
- Damer (Division 3 Ösv Södra och Division 4 Reserv)
- P99
- F00
- F01
- P02
- F02
- P03
- P04
- P05/06/07
- Bollskola (Pojkar och Flickor födda -08 och senare)

## Spelare i urval
- Rune Wallin
- Nicklas Grundsten
- Daniel Tellander
- Markus Berg Loen
- Mikael Glimbråten
- Oscar Gransten
- Eric Westergren Malmberg

Den tidigare förbundskaptenen Bengt "Bengan" Johansson tränade under en tid i början av 1970-talet IK Silwing.